# Lincoln Financial Field
Lincoln Financial Field là một sân vận động bóng bầu dục Mỹ nằm ở Philadelphia, Pennsylvania, Hoa Kỳ. Sân được phục vụ như sân nhà của Philadelphia Eagles của National Football League (NFL) và đội bóng bầu dục Temple Owls của Đại học Temple. Sân nằm ở South Philadelphia trên Đại lộ Pattison giữa đường 11 và Nam Darien, cùng với I-95 như một phần của Khu liên hợp thể thao South Philadelphia. Sân có sức chứa 69.176 chỗ ngồi. Nhiều người dân địa phương gọi sân vận động đơn giản là "The Linc".
Sân vận động được khánh thành vào ngày 3 tháng 8 năm 2003 sau hai năm xây dựng bắt đầu vào ngày 7 tháng 5 năm 2001, thay thế Sân vận động Cựu chiến binh. Trong khi tổng số chỗ ngồi tương đương với "The Vet", sân vận động mới có số lượng chỗ ngồi sang trọng và phù hợp cho xe lăn gấp đôi, cùng với các dịch vụ hiện đại hơn. Cấu trúc của mặt sân bao gồm một số màn hình video điốt phát quang (LED), cũng như hơn 624 foot (190 m) bảng dải băng LED.
Quyền đặt tên đã được bán vào tháng 6 năm 2002 cho Lincoln Financial Group với số tiền 139,6 triệu đô la trong vòng 21 năm. Cùng với đó, Thành phố Philadelphia và Bang Pennsylvania đã đóng góp khoảng 188 triệu USD cho việc xây dựng sân vận động. Kinh phí xây dựng bổ sung đã được huy động từ việc bán Giấy phép xây dựng sân vận động cho những người sở hữu vé mùa của Eagles.
Trận đấu bóng bầu dục Army-Navy thường xuyên được tổ chức tại sân vận động do Philadelphia nằm ở nửa giữa cả hai học viện phục vụ, sân vận động có thể thu hút lượng khán giả lớn đến dự khán và tính chất lịch sử của thành phố. Đội bóng bầu dục đại học Division I của Đại học Temple cũng tổ chức các trận đấu trên sân nhà tại Lincoln Financial Field, trả cho Eagles 1 triệu đô la mỗi năm để tổ chức các trận đấu. Philadelphia Union của Major League Soccer đã tổ chức các trận đấu giao hữu tại đây với các câu lạc bộ quốc tế nổi tiếng khi sân vận động Subaru Park của họ không có đủ chỗ ngồi. Sân vận động cũng tổ chức một số trận đấu bóng đá mỗi năm. Sân cũng đã từng là chủ nhà của giải bóng vợt vô địch quốc gia NCAA ba lần, lần lượt vào các năm 2005, 2006 và 2013.
Vào cuối mùa xuân năm 2013, Eagles thông báo rằng sẽ có một số nâng cấp lớn đối với Lincoln Financial Field trong hai năm tới. Tổng dự toán dự án trị giá hơn 125 triệu đô la. Các nâng cấp bao gồm mở rộng chỗ ngồi, hai bảng video HD mới, tiện nghi nâng cấp, Wi-Fi và hai cầu kết nối mới cho các cấp cao hơn. Những nâng cấp này được quyết định sau khi nghiên cứu từ những người sở hữu vé mùa, ban cố vấn và các nhóm tập trung người hâm mộ. Phần lớn những thay đổi này, bao gồm Wi-Fi (có thể chứa 45.000 người dùng và phủ sóng trên toàn bộ sân vận động), đã được hoàn thành vào trận mở màn năm 2013. Hệ thống âm thanh và bảng mạch video được nâng cấp đã được hoàn thiện cho mùa giải 2014.